# Саидкасымов, Пулат
Пулат Саидкасымов (узб. Po'lat Saidqosimov, Пўлат Саидқосимов, 8 октября 1931 года — 18 января 2019 года) — советский и узбекистанский актёр театра и кино. Заслуженный артист Узбекской ССР (1969). Народный артист Узбекской ССР (1979).

## Биография
Родился 8 октября 1931 года в Ташкенте, Узбекская ССР. В 1954 году окончил Ташкентский театрально-художественный институт им. А. Островского (актёрский факультет), ещё в 1953 году начал сниматься в кино. В 1954—1957 годах работал в Самаркандском музыкально-драматическом театре, а с 1957 года — в Узбекском драматическом театре им. Хамзы. Сыграл главные роли в фильмах «Драма любви» (1971), «Абу Райхан Беруни» (1974), «Берегись! Змеи!» (1979), «Бессовестный» (1992), «Терпение» (2004), «Дед и внук» (2009), «Дыня» (2012).
15 января 2019 года Пулата Саидкасымова, находившегося на съёмках в Коканде, начала беспокоить сильная боль в животе. На следующий день актёр был доставлен в центральную городскую клиническую больницу, ему был поставлен диагноз «острая кишечная непроходимость». 17 января для осмотра больного приехал замминистра здравоохранения, директор Республиканского научного центра экстренной медицинской помощи Абдукарим Хаджибаев. Саидкасымову назначили срочную операцию, которая длилась 6 часов, после чего актёр оставался в реанимации. Однако, несмотря на это, 18 января Пулат Саидкасымов скончался на 88-м году жизни.

## Фильмография
- Чрезвычайный комиссар (1970) — Уразбаев
- Драма любви (1971) — Махкам
- Здесь проходит граница (1971) — Джураев
- В чёрных песках (1972) — басмач
- Чинара (1973) — Туляган
- Абу Райхан Беруни (1974) — Беруни
- Первые пассажиры (1975) — Мирзабеков
- Преодолей себя (1975) — Закир Якубов
- Далёкие близкие годы (1976) — Джума Матниязов
- Огненные дороги (1978—1984) — Завки
- Берегись! Змеи! (1979) — капитан Ниязов
- Воздушные пешеходы (1979) — бульдозерист
- Какие наши годы! (1980) — отец Таша
- Ленинградцы — дети мои (1980) — работник милиции
- Акмаль, Дракон и Принцесса (1981) — майор милиции
- Я ей нравлюсь (1985) — отец Сафара
- Алмазный пояс (1986) — Агзам-ота
- Шок (1989) — Болтаев
- Бессовестный (1992)
- Кодекс молчания-2 (1993) — Джафар Кулиев
- Шайтанат — царство бесов (1998) — Зелихан
- Не оставляй меня одну (2004) — Баходыр ака
- Терпение (2004) — Пулат ака
- Анора (2006) — майор милиции
- Подкидыш (2008) — Акрам бобо
- Дед и внук (2009) — дедушка
- Патриоты (2011) — Пулат ота
- Свинец (2011) — Рашид Кадыров в старости
- Афган (2012) — аксакал
- Дыня (2012)